# Andreas Werliin

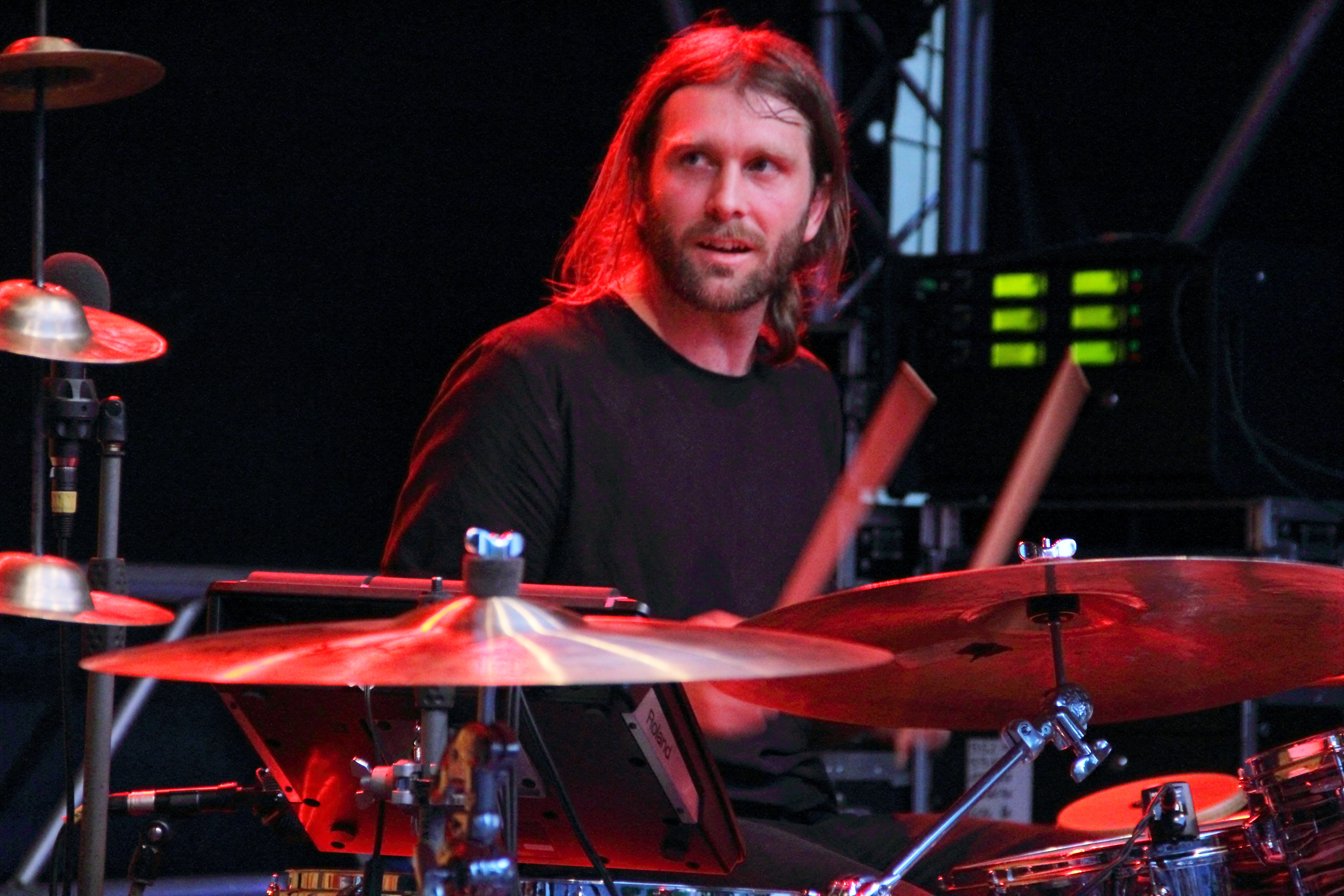
Mit Wildbirds & Peacedrums auf dem Rudolstadt-Festival 2016

Andreas Werliin (* 1982) ist ein schwedischer Schlagzeuger des Creative Jazz und der Neuen Improvisationsmusik.

## Leben und Wirken
Werliin, der in Strömstad aufwuchs, studierte an der Musical-Akademie (Academy of Music and Drama) in Göteborg. Dort lernte er seine Frau, Mariam Wallentin, kennen, mit der er das Duo Wildbirds & Peacedrums bildete. Die Band legte seit 2007 mehrere Alben vor und tourte international. In 2008 wurde sie als schwedischer Jazzact des Jahres ausgezeichnet.
Mit Mats Gustafsson und Johan Berthling bildete er 2009 das Trio Fire!, das 2010 mit Jim O’Rourke auf Japantournee ging und sich seit 2013 für mittlerweile (2016) vier Alben zum großformatigen Fire! Orchestra erweiterte. 2010 holte ihn Dan Berglund in sein Projekt Tonbruket, aus dem dann eine kollaborative Band wurde, die 2012 mit der Gyllene Skivan und 2016 mit dem Jazzkattan ausgezeichnet wurde.

## Diskographische Hinweise
- Fire! You Liked Me Five Minutes Ago (Rune Grammofon 2010)[2]
- Tonbruket Dig It to the End (Act 2011)
- Goran Kajfeš & Subtropic Arkestra: The Reason Why Vol. 1 (Headspin 2013)
- Fire! Orchestra: Exit! (2013)
- Fire! She Sleeps, She Sleeps (2016)
- Fire! Orchestra Ritual (Rune Grammofon, 2016, mit Sofia Jernberg, Mariam Wallentin, Niklas Barnö, Susana Santos Silva, Hild Sofie Tafjord, Mats Äleklint, Mats Gustafsson, Per Åke Holmlander, Mette Rasmussen, Anna Högberg, Per „Texas“ Johansson, Jonas Kullhammar, Lotte Anker, Martin Hederos, Edvin Nahlin, Andreas Berthling, Finn Loxbo, Julien Desprez, Johan Berthling, Mads Forby)

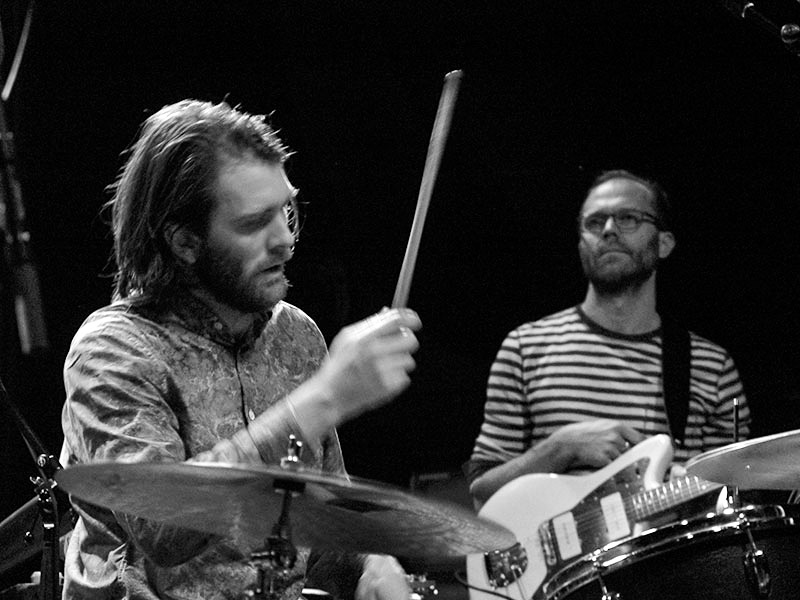
Andreas Werliin mit Fire Orchestra 2015

- Tonbruket Masters of Fog (Act 2019)
- Oren Ambarchi, Johan Berthling & Andreas Werliin: Ghosted (Drag City 2022, sowie Christer Bothén)
- Mats Gustafsson & Fire! Orchestra: Echoes (Rune Grammofon, 2023)

mit Wildbirds & Peacedrums
- Heartcore (2007)
- The Snake (2008)
- Rivers (2010)
- Rhythm (2014)[3]